# Fight (sång)
Fight är en poplåt som representerade Moldavien i Eurovision Song Contest 2007 och framfördes av Natalia Barbu. Texten handlade om orättvisa. Den tog sig till final via semifinalen och slutade på tionde plats med 109 poäng.